# Nikolaï von Vessel
Pour les articles homonymes, voir Vessel.
Nikolaï von Vessel (en russe : Николай Христианович фон Вессель) ou Nikolaï Vessel, né le 22 janvier 1834 (3 février dans le calendrier grégorien), à Saint-Pétersbourg et mort le 3 juin 1906, dans la même ville, est un pédagogue russe, essayiste, littérateur, ethnographe. Il est l'un des fondateurs et le secrétaire de la Société pédagogique de Saint-Pétersbourg en 1869.

## Biographie
En 1863 le père du peintre Mikhaïl Vroubel, Mikhaïl Antonovitch Vroubel (1799—1859), se marie en secondes noces avec Élisabetha Vessel, la sœur de Nikolaï von Vessel. En 1876, devenu l'oncle de Mikhaïl Vroubel par le mariage de sa sœur, von Vessel aidera le jeune peintre, financièrement et moralement, dans ses études mais aussi dans son parcours de bohème lorsqu'il entre à l'académie des beaux arts. 
Nikolaï von Vessel termine ses études moyennes au troisième gymnase de Saint-Pétersbourg en 1851. Puis il étudie les langues orientales à l'université de Saint-Pétersbourg jusqu'en 1855. À partir de 1856, il travaille comme précepteur privé, puis comme expert en pédagogie auprès du ministère de l'éducation nationale de l'Empire russe.
De  1867 à 1874, et de  1884 à 1897, il est membre du comité d'étude; de  1897 à 1900 il est membre du conseil auprès du ministère de l'instruction publique.
Il est également membre du comité pédagogique, au sein de la  Direction générale des établissements d'enseignement militaire de 1874 à 1882 et de 1897 à 1901.
Ensemble avec Iossif Paulson, de  1861 à 1864, il est rédacteur de la revue pédagogique  Le professeur (Outchitel), consacrée surtout aux questions pédagogiques dans l'enseignement.  
De 1864 à 1882, il est rédacteur de la revue Recueil pédagogique et Le mot cordial (Zadouchebnoe slovo) (1885-1900), et encore du Feuillet pédagogique (à partir de 1887).
Il écrit de nombreux articles sur les questions économiques dans Golos (La Voix), journal de Saint-Pétersbourg, dans Novoïé Vrémia (Nouveaux Temps) et d'autres journaux de la métropole.

## Activité scientifique en pédagogie
L'essentiel pour l'enseignement est, pour von Vessel, qu'il soit conforme à la nature de l'élève. L'art de l'enseignement consiste à veiller à ce que l'élève apprenne par lui-même et doit toujours tenir compte de la personnalité de celui qui apprend, dans l'état actuel de l'instruction en tout cas. Von Vessel essaye de justifier et de développer la théorie de l'enseignement générale, dont le but est le plein développement des capacités de chacun, et le résultat la sensibilisation de l'élève à ses propres capacités et au choix d'une profession qui y corresponde. Pour éviter de séparer l'école de la vie réelle, il faut utiliser du matériel scolaire local, comme des manuels conçus en fonction de la région où les cours sont donnés.
Von Vessel propose un programme destiné à améliorer le gymnasium russe. Il participe au développement d'un système démocratique d'éducation publique, comprenant un enseignement général et professionnel. Il défend son programme avec ténacité dans la presse et dans les institutions gouvernementales mais sans beaucoup de succès. Il crée un projet d'enseignement national obligatoire organisé durant 8 ans  pour les enfants, suivi de 4 années d'enseignement moyen. Il estime qu'un vaste réseau d'enseignement doit être constitué sur base d'un enseignement général et considère que la conservation des gymnases classiques est temporaire (à cette époque l'entrée à l'université nécessitait la connaissance des langues anciennes, latin et grec). Il élabore un programme d'amélioration des gymnases russes en 1866. 

## Publications et travaux
Von Vessel est l'auteur d'ouvrages sur la théorie et l'histoire de la pédagogie
- Écoles professionnelles et formation en artisanat (1881),
- Enseignement primaire et écoles populaires en Europe occidentale et en Russie (l'École russe 1890—1891),
- Notre école secondaire (1903).
- Essai sur l'enseignement général et le système d'éducation publique en Russie (publié en 1959).

Il commence à publier un Guide de l'enseignement des matières générales en 4 tomes
(1873—1874; 2 tomes sont publiés).
Il traduit et complète les ouvrages de Friedrich Eduard Beneke Psychologie expérimentale à l'éducation et la formation des enfants (1862) et  Lignes directrices pour l'éducation et l'enseignement (1871—1872).
Comme ethnographe, il collectionne les chansons populaires. Ensemble avec le violoniste russe Evgenij Albrecht (it) il compose un recueil intitulé Gousselki (128 berceuses, chansons enfantines, bons mots…, 1879), Chansons d'école (115 chants populaires, littéraires, historiques et militaires destinés aux écoles, 1879).